# Capioví
Capioví é um município argentino da província de Misiones, localizado dentro do departamento Libertador San Martín. Fica a uma latitude de 26° 55' Sul e a uma longitude de 55° 04' Oeste.